# Рибља чарда Андрић
Рибља чарда Андрић се налази на обали Великог бачког канала, у насељу Штранд, у Сомбору. Отворена је 2003. године. Власник је Борислав Андрић - Буца.

## О чарди
Објекат чарде располаже затвореним простором где је могућ смештај за више од 40 особа, терасама које су у три нивоа за око 80 особа.Унутрашњим и спољашњим простором доминира цигла. У затвореном делу чарде налази се велика пећ која током зиме загрева и простор терасе који је устакњен.
Улаз у двориште чарде окићен је венцима паприке, а ту су у низу распоређени котлићи из којих се шири мирис паприкаша.
За госте који долазе воденим путем, Чарда Андрић има и привез за чамце.
За госте рибље Чарде "Андрић" обеезбеђен је паркинг простор.

## Угоститељска понуда
На богатом менију се налазе специјалитети од речне и морске рибе. Чарда је надалеко позната по рибљем паприкашу.
Из богатог менија чарде: Паприкаш без главе и репа са тестом, Паприкаш од мешане рибе са тестом; 
Смуђ, сом, шаран, кечига, пастрмка, шкарпина, бранцин, орада, зубатац на роштиљу; смуђ, сом, шаран поховани, пржени; Лигње на жару; Пуњене лигње; Шпагете са морским плодовима. На менију су и јела од меса: Јагњетина испод сача, Телетина испод сача, Свињска ребарца у меду и др. Чувени десрти из менија чарде су Палачинке сладолед (сладолед и сос од вишања) и Палачинке са бресквама и сосом од ваниле.
У понуди је велики избор француских, италијанских и домаћих вина.